# Magic (yacht)
Pour les articles homonymes, voir Magic.
Magic fut la goélette de course, defender américain lors de la Coupe de l'America (America's Cup) de 1870  à New York contre le  1e challenger britannique Cambria représentant le Royal Thames Yacht Club de Londres.
La 100 Guineas Cup of 1851, première compétition de voile, vit le voilier America comme vainqueur. En son honneur, la compétition prit le nom de ce premier voilier et devint l'America's Cup. 

La goélette Magic représentait le New York Yacht Club et  était le plus petit voilier de la compétition .

Guidon du NYYC